# Talulu le magicien
Talulu le magicien (まじかる☆タルるートくん, Majikaru Tarurūto-kun) est un manga de Tatsuya Egawa. Il a été prépublié dans le magazine Weekly Shōnen Jump entre 1988 et 1992, et a été compilé en un total de 21 volumes. Le manga est édité en France par Tonkam.

## L'histoire
C'est l'histoire d'un jeune enfant, Honmaru Édojo, qui subit de nombreux problèmes dans son école. Parmi ses camarades, Jabao Jabba, un gros plein de soupe brutal et qui aime la violence, semble être né pour en faire son souffre-douleur. De plus, n'étant pas très doué à l'école, chacun ne cesse de se moquer de lui, et ce, à cause de Rui Ijigawa la fille qui se trouve à la tête de la classe(celle-ci semble avoir un petit faible pour lui). Mais, un jour, alors que Hommaru rentre chez lui, et se lamente sur son sort, il prononce inconsciemment une formule magique qui provoque la sortie d'un petit magicien venu d'un livre posé au beau milieu d'un tas d'autres bouquins. Ce petit magicien se nomme Talulu, il vient du pays de la magie, et donne la possibilité à Honmaru de lui exaucer le vœu de son choix. Ce dernier lui demande de devenir son ami, ce que le petit magicien accepte volontiers. Le petit garçon est également amoureux de la fille la plus mignonne de la classe, Iyona Kawaï, et tente par tous les moyens de conquérir son cœur. Ainsi commence le début d'une grande amitié entre Honmaru et Talulu qui vont se retrouver dans d'exceptionnelles et inoubliables aventures.
Par la suite, les deux amis devront affronter un certain Tsutomu Arako qui essaye de conquérir également le cœur d'Iyona.

## Personnages
Honmaru Edojo : Homaru Edojo est un jeune garçon timide mais souriant amoureux de Iyona qui fera tout pour lui plaire. C'est le meilleur ami de Talulu. Ses ennemis jurés sont Jabao Jabba et Tsutomu Arako.
Talulu, le magicien : Un petit magicien qui adore les takoyakis (boulettes de poulpes japonaises), c'est le meilleur ami de honmaru. Talulu adore également Iyona. Lorsque Honmaru a des problèmes, il est toujours là pour l'aider et inversement.
Iyona Kawai : Iyona est une jeune fille intelligente, sérieuse, sportive et travailleuse. De plus, elle est très belle. C'est la fille qui occupe presque toutes les pensées de Honmaru. Elle est tout de même ami avec Talulu et Honmaru.
Jabao Jabba : Jabao est une brute épaisse qui ne pense qu'à la violence. Il est égoiste, vulgaire et obèse. Il frappe Honmaru à chaque occasion. Celui-ci aimerait, comme tout le monde dans la classe, gagner le cœur de Iyona.
Rui Ijigawa : Une fille qui a un sacré caractère, elle est assez espiègle et a un petit faible pour Honmaru.
Chizuru Edojo : C'est la mère d'Honmaru, elle est très gentille et toujours prête à aider son prochain.
Tsutomu Arako : Fils d'une très bonne et riche famille, il est l'héritier d'une immense compagnie électro-nucléaire.
Il est le champion de nombreux sports et est premier de ses classes précédentes. C'est un des ennemis jurés de Honmaru.
Il n'a pas beaucoup de respect envers les autres.
Shogu-no-Shuke Edojo : Il est le mari de Shogun-No-Suké et le père de Honmaru. Il travaille dans la littérature et plus précisément est illustrateur sur des livres pour enfants. Il est très sévère et rigoureux. Il s'intéresse aux arts martiaux (il entraîne Honmaru dans le tome 3) et plus encore à la magie.
Marie Oaya : Elle est la professeur de Honmaru. Elle est très sévère mais sympathique (et c'est une très bonne cuisinière !).
Mimora : Petite magicienne amoureuse de Taruruto qui devient jalouse de quiconque se rapproche de lui.
Niruru : Une créature étrange qui est comme un animal de compagnie pour Taruruto. Il a la capacité de se transformer en une réplique exacte de n’importe quel être vivant.
Rivar : Un sorcier noir qui se considère comme le rival de Taruruto.

## Adaptations

### Jeux vidéo
- Magical Tarurūto-kun: Fantastic World! (1991, NES, Bandai)
- Magical Tarurūto-kun (1991, Game Boy, Bandai)
- Magical Tarurūto-kun (1991, Game Gear, Tsukuda Ideal)
- Magical Tarurūto-kun: Magic Adventure (1992, Super Famicom, Bandai)
- Magical Tarurūto-kun (1992, Mega Drive, Sega)[1]
- Magical Tarurūto-kun 2: Mahō Daibōken (1992, NES, Bandai)
- Magical Tarurūto-kun 2: Raiba Zone Panic!! (1992, Game Boy, Bandai)